# Lac du Plan-du-Lac
Le lac du Plan-du-Lac est un lac d'altitude situé en France à Termignon (Val-Cenis) dans le département de la Savoie en région Auvergne-Rhône-Alpes.
Il culmine à 2 364 mètres d'altitude sur le plateau de Bellecombe dans le massif de la Vanoise, à proximité du refuge du Plan du Lac.

## Situation
Le lac du Plan-du-Lac est situé dans les Alpes dans le parc national de la Vanoise, à Termignon dans la commune de Val-Cenis, en Savoie.
Orienté nord-sud sur le plateau de Bellecombe, à 2 364 mètres d'altitude, le lac est alimenté par le ruisseau de la Chavière, qui constitue également son émissaire,.
Le lac est longé sur sa rive gauche par le sentier de randonnée Via Alpina (Sentier de grande randonnée 5) reliant Termingon au refuge du Plan du Lac situé à 1 km en amont.

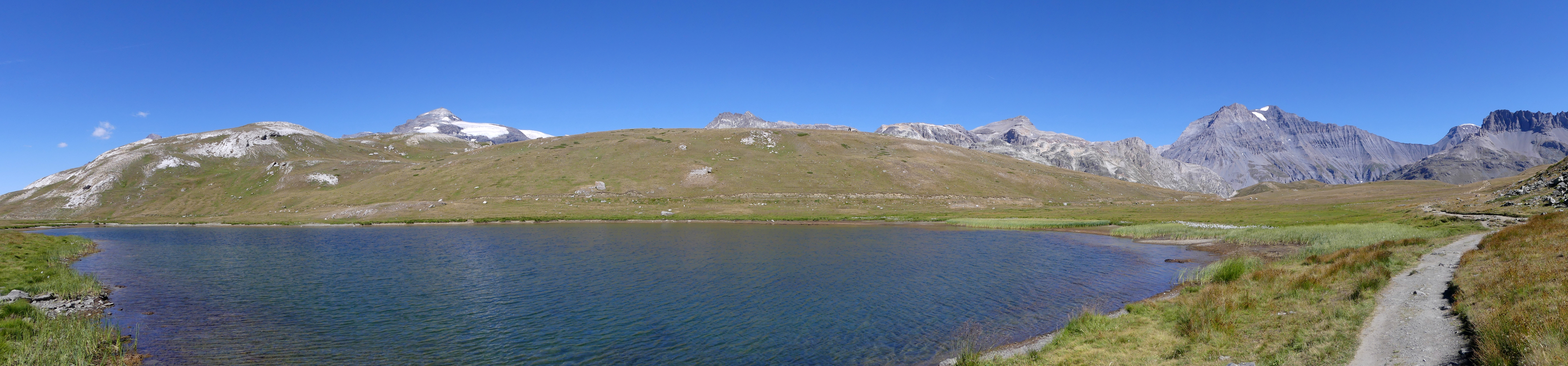
Sentier de la Via Alpina / GR 5 longeant le lac en direction du refuge du Plan du Lac.

## Caractéristiques
Le lac du Plan-du-Lac est un lac glaciaire alimenté par le ruisseau de la Chavière. De régime nival, le ruisseau voit son débit diminuer au cours de l'été en l'absence de précipitations,  pouvant influer à la baisse sur la longueur et le volume du lac.